# Aeropuerto Capitán Alonso Valderrama
El Aeropuerto Capitán Alonso Valderrama  (IATA: CTD, OACI: MPCE) es un aeropuerto nacional ubicado en la ciudad de Chitré, Panamá.

## Aerolíneas
- Air Panamá (Aeropuerto Marcos A. Gelabert)[1]